# Scrupocellaria talonis
Scrupocellaria talonis är en mossdjursart som beskrevs av Osburn 1950. Scrupocellaria talonis ingår i släktet Scrupocellaria och familjen Candidae. Inga underarter finns listade i Catalogue of Life.